# Христианство в государстве Сасанидов
Христианство в государстве Сасанидов — религия христианского меньшинства в государстве Сасанидов, существовавшем на территории современных Ирака и Ирана в 224—651 годах. Нет достоверных сведений о начале распространения христианства за восточную границу Римской империи. До 224 года основным государственным образованием там было Парфянское царство, которому на смену пришло государство Сасанидов. При первых Сасанидах, в период правления шахиншаха Бахрама II и активной деятельности жреца Картира, зороастризм впервые в иранской истории стал государственной религией. Тогда же произошли первые гонения на христиан и был казнён манихейский пророк Мани. В ходе военных кампаний (с III по VI век) правители Ирана Шапур I, Шапур II и Хосров I переселили большое число христиан с территории Римской империи в Хузестан и район Ктесифона. В связи с этим антихалкидонское христианство стало распространяться в Иране. Положение христиан в Персии значительно ухудшилось с переходом в христианство императора Константина Великого. Возникшие у шахиншаха Шапура II подозрения, что его подданные-христиане могут симпатизировать своим единоверцам на Западе, привели к тому, что церковь подверглась серьёзным преследованиям. Значительные гонения произошли также в конце царствования Йездегерда I и начале царствования Бахрама V около 420 года, а также при Йездегерде II в 446—448 годах. Тем не менее христианство распространилось на всей территории государства Сасанидов, а епископы были во всех крупных городах. Наиболее значительным объединением христианских общин была Церковь Востока. Согласно восточному церковному преданию, независимая иерархия церкви сложилась в течение IV века и достигла своей полноценной иерархической идентичности с образованием официально признанной христианской церкви в Сасанидской империи шахом Йездегердом I в 410 году. В начале VII века Сасанидская империя была крупнейшим по населению христианским государством. Большинство из персидских христиан принадлежали к церквям, не принявшим решения Халкидонского собора 451 года, — несторианской Церкви Востока и монофизитской Сиро-яковитской церкви. Единственным регионом, населённым преимущественно халкидонитами, была Иберия. При Хосрове II большинство населения составляли христиане, принадлежавшие к несторианской Церкви Востока и монофизитским церквям Сирии и Армении.
Существует широкий спектр мнений относительно того, в какой степени различные религии в государстве Сасанидов гармонично сосуществовали. Преобладающим в настоящее время является предположение, что гонения на христиан были скорее исключением, чем правилом, и что они происходили по политическим соображениям, как внешним, так и внутренним.

## Религии в пост-авестийском Иране

### В парфянский период
Эпоха в истории Ирана между авестийским и сасанидским периодами, когда с конца IV века до н. э. до начала III века Иран находился под властью парфянской династии Аршакидов, отличалась религиозным разнообразием. Традиционное зороастрийское предание начало забываться, уступив место поклонению различным духам-дэвам. Тогда же в Иране сложились иудейская и христианская общины. Управлявшаяся младшей ветвью Аршакидов Армения к 190 году до н. э. представляла собой конгломерат из 120 управляемых нахарарами княжеств, часть из которых придерживалось персидских культов, а другие — эллинистических. По мнению Дж. Рассела, установившаяся затем династия Арташесидов (189 до н. э. — 12), поддерживала зороастризм. В целом, согласно общепринятой точке зрения, в аршакидский период государство придерживалось принципов религиозной терпимости, либо было безразлично к догматическим вопросам.
Время появления христиан в Месопотамии неизвестно и является предметом споров. Французский археолог Жан Морис Фие (1967) датирует событие концом I века, тогда как американский историк У. С. Маккалох (William Stewart MacCullough, 1982) полагает, что оно произошло столетием позже. По мнению известного сиролога Себастьяна Брока, христианские общины, изолированные от церкви Римской империи, могли существовать в Месопотамии со II века. Стремление придать древности своей церкви привело, например, к тому, что живший в конце VIII века несторианский патриарх Тимофей I заявлял, что «христианство у нас было основано приблизительно за 500 лет до Нестория и через двадцать лет после вознесения нашего Спасителя». Вероятнее всего, христианство попало на территорию Персии по торговым путям из Эдессы, появившись вначале в Нисибине (Нисибисе), Арбеле и Вех-Ардашире. О распространении христианства из Эдессы дальше на восток говорится в датируемых предположительно началом VII века «Деяниях Мария». Задачей живших в VI — начале VII века авторов «Деяний» было обоснование древности существования Церкви Востока на территории современного Ирака и авторитета её католикосов с резиденцией в столице сасанидского государства Вех-Ардашире, называемой также Кохе и Селевкия-Ктесифон. Согласно «Деяниям», из Эдессы Марий пошёл в направлении Нисибиса, далее через Адиабену на юг, в Вавилонию. Достигнув Кохе, он основал там первую церковь. Обратив Вавилонию в христианскую веру, Марий отправился в Персию, начав с Бет-Хозая и Элама на юго-западе современного Ирана. «Деяния» утверждают, что благодаря бесчисленным чудесам Марий создал в Персии разветвлённую церковную иерархию, с многочисленными священниками, диаконами, школами и учителями в них, госпиталями. Вероятнее всего, описанные в апокрифе христианские центры были созданы ближе ко времени написания документа, чем к апостольским временам. Другой источник, сирийская «Хроника Арбелы» VI века, называет первым епископом Адиабены Мар Пекиду. Согласно хронике, ко времени падения Парфянского царства в Месопотамии было 20 христианских епископов. Церковное предание связывает появление христианских общин на Востоке с деятельностью апостолов Петра, считающегося первым патриархом восточной церкви (1Пет. 5:13), и Фомы, а также апостола от 70-ти Фаддея (Аддая) и его ученика «апостола Месопотамии» Ма́рия, благодаря активности последнего из которых церковь приобрела известность как «церковь Мар Мария». Идеализированную версию истории появления христианства в столице Осроены, Эдессе, излагает датируемое первой половиной V века «Учение Аддая». Приведённая там переписка царя Авгаря с Иисусом Христом позволила некоторым исследователям считать Осроену первой страной, принявшей христианство. Есть также основания предполагать источником христианства в Эдессе Антиохию или Палестину. В современной историографии первые христианские общины в Парфии обнаруживают среди иудеев, проживавших там со времён Вавилонского пленения. Согласно одной из гипотез, христианство на восток попало с торговыми караванами, а именно евреи контролировали тогда пути через Персидский залив в Центральную Азию и Китай.
Хотя информации о верованиях в раннехристианской Осроене не так много, источники позволяют сделать вывод о наличии в Эдессе различных религиозных групп, включая иудеев, последователей традиционных форм греко-римского и арамейского политеизма, а также манихейства. Религиозному разнообразию в Эдессе способствовало географическое положение на границе крупнейших империй античного мира и пересечении торговых путей. Немецкий историк Вальтер Бауэр называет христианство в Эдессе «еретическим» и во все времена далёким от ортодоксии. Исповедующие зороастризм парфяне не проявляли враждебности к христианскому и иудейскому меньшинству — в отличие от Римской империи, где христиане подвергались систематическим преследованиям. Из-за отсутствия или незначительности гонений культ мученичества на востоке распространился только в IV веке.

### При первых Сасанидах
В 224 году в Иране к власти пришёл основатель династии Сасанидов Ардашир I (224—241). Согласно имеющимся сведениям, его семья имела тесные связи с зороастрийским духовенством. Псевдоэпиграф VI века «Письмо Тансара» обосновывает законности прихода к власти основателя династии его религиозным рвением, делающим его истинным наследником древних Ахеменидов. Объектом критики анонимного автора были вероотступники-Аршакиды и их политика религиозной терпимости. При первых Сасанидах высокое положение в обществе заняло жречество (мобеды) во главе с магупатом (главой магов) или, позднее, мобедан-мобедом. В правление шахиншаха Бахрама II (276—293) и в период активной деятельности зороастрийского жреца Картира зороастризм впервые в иранской истории стал государственной религией. Надписи Картира и его угрозы в адрес иноверцев являются предметом многочисленных исследований, в которых делаются попытки определить степень религиозной нетерпимости зороастрийских мобедов. Несмотря на угрожающую риторику, подтверждений тому, что преследования имели место, в христианских, иудейских и мандейских источниках нет. Единственным исключением является манихейство, чей пророк Мани был казнён при Картире. Согласно британскому иранисту Мэри Бойс, в сасанидский период чередовались периоды религиозной терпимости и нетерпимости, и среди них деятельность Картира относится ко второй категории. Нетерпимость называет характерной чертой сасанидского зороастризма советский востоковед Елена Дорошенко. Ряд более поздних исследователей критиковали данную бинарную оппозицию как упрощённую, находя в позднесасанидских текстах аргументы в пользу существования и в ранний период сложных нюансов в отношении государственного зороастризма к религиозным меньшинствам. Также высказываются предположения, что отношения между государственной властью и мобедами были существенно более антагонистическими, чем представляется по источникам зороастрийского происхождения.
Традиционно в историографии взаимоотношения зороастризма с другими религиями в государстве Сасанидов описываются через термины «государственная религия», «церковь», «гонения» и рассматриваются как вмешательство мирских властей в духовную жизнь граждан. Профессор Адам Бекер (Adam H. Becker) из Нью-Йоркского университета называет такое словоупотребление анахронистическим наследием либеральных идей европейского Просвещения, используемым за неимением лучших аналогов. На среднеперсидском языке все незороастрийские религии обозначались словом agdēn («неверные», см. также agdēnīh — «плохая религия»), считающимся синонимичным термину anēr, Анеран, не-Иран. В данной этнолингвистической концепции христиане сами себя также относили к Анерану, что было предпочтительнее в правовом смысле, нежели считаться отступниками-зороастрийцами. Такой же позиции придерживались евреи и манихеи. Источниками для изучения сасанидского права являются разнообразные сборники прецедентов, такие как «Матиган-и Хазар Датистан». В качестве дополнительных источников может быть привлечена также христианская житийная литература, но точность описания приводимых в ней правовых процедур сомнительна. С установлением зороастризма в качестве государственной религии, правовая система стала по характеру зороастрийской, а права религиозных меньшинств были ограничены. Хотя зороастрийское право применялось ко всем подданным шаха, в то же время действовал персональный принцип, по которому к каждому применялся тот закон, который ему соответствовал. Сторону обвинения в процессах против христиан представляли мобеды. Целью наказания в сасанидской культуре было спасти душу преступника от последствий совершённого им преступления. Честное и полное признание грехов являлось первым, но не единственным условием спасения души грешника от посмертного воздаяния. Применительно к христианам, в судебной процедуре пострадавшей стороной считались государство и религия, а сам процесс был инквизиционным. Целью применяемых к обвиняемому мер, включавших арест и пытки, было убеждение еретика в ошибочности его взглядов и истинности зороастризма. Принадлежность к христианству по рождению не рассматривалась как вероотступничество. Христианам не запрещалась служба в армии, где они могли занимать высокие посты. Тем не менее, судя по источникам, проблематика лояльности христианских подданных шаха существовала вплоть до VII века.
Сложно оценить, сколько христиан попало в Персию в результате нескольких масштабных депортаций жителей Восточной Римской империи в IV и V веках. Учитывая религиозную политику императора Валериана I, вряд ли среди захваченных в 260 году Шапуром I (241—272) солдат его армии было много христиан. Согласно составленной в IX—XI веках «Хронике Сеерта», сведения которой считаются сомнительными, Шапуром было угнано в Персию множество христиан из Антиохии. Данные меры не следует считать антихристианскими, а являлись частью стратегических мероприятий. Из «Хроники Сеерта» следует, что узники составляли организованную общину со своими лидерами, одним из которых был первый епископ Гондишапура Деметрий Антиохийский. Тот же источник сообщает, что христиане разделились на две группы, греческую и сирийскую, каждая со своим епископом. Вероятно, иранцы рассматривали их как представителей разных форм христианства. По мнению французского религиоведа Жана де Менаса, под христианами в данном случае подразумевались гностики-маркиониты. В то время как Валериан I преследовал христиан, Шапур I, напротив, относился к ним с благосклонностью. Об «эдикте о веротерпимости» при Шапуре I сообщают более поздние источники, армянин Егише и сириец Иоанн Эфесский. К середине III века количество христиан в стране стало достаточно большим, чтобы восприниматься в качестве угрозы. Косвенным подтверждением тому можно рассматривать присутствие в манихейских текстах цитат из Нового Завета, а также упоминание «назареев» и «христиан» в одной из надписей Картира. Первые преследования христиан относятся к правлению Бахрама I (273—276) или Бахрама II (276—293), о них известно из датируемого IV или V веком рассказа о мученичестве Кандиды. Происходившая, вероятно, из семьи захваченных в плен воинов Валериана, Кандида отказалась стать одной из жён Бахрама, за что была подвергнута пыткам и казнена. Датируемое V веком армянское «Мученичество Воскянов» повествует о, возможно, более ранних событиях, но оно полно анахронизмов.

## Преследования христиан
Отношения сасанидских правителей с религиозными меньшинствами зависели от совокупности внешне- и внутриполитических факторов, к которым относились личные предпочтения шахиншаха, текущие отношения с Римской империей и отношения шахиншаха с зороастрийским духовенством. Каждый период гонений имел свои особенности и подоплёку. С течением времени приобрели значение связи христианского духовенства с государственной властью. В начале IV века, в правление шаха Ормизда II, царь Армении Трдат III под влиянием Григория Просветителя принял христианство. Принятие христианства разделило армянскую знать, поскольку значительная часть нахараров сохранила приверженность древней религии. Преобладающий в армянской историографии взгляд на принятие христианства как разрыв с древним язычеством и варварством, выбором в пользу культурного развития, в современной западной историографии оспаривается. В Римской империи, после победы над Лицинием в 324 году император Константин Великий сделал окончательный выбор в пользу поддержки христианства. Церковный историк Евсевий Кесарийский сообщает, что Константин считал своим долгом обращать в истинную веру язычников в соседних странах. Тревожила его и судьба своих единоверцев в Персии, находившихся под властью монарха-зороастрийца. В своей «Жизни Константина» Евсевий приводит письмо императора к шахиншаху Шапуру II (309—379), в котором Константин препоручал жизнь и благополучие христиан персидскому правителю. Историк Тимоти Дэвид Барнс датирует письмо концом 324 года. Если оно является подлинным свидетельством римско-персидских отношений, оно, как считается, определило судьбу персидских христиан в последующие столетия. В любом случае произведения Евсевия были переведены на сирийский язык ещё при жизни автора и широко известны в Персии. Изменение религиозной политики в Римской империи, а также вмешательство Константина в конце жизни в дела Армении поставили под сомнение лояльность персидских христиан. О дихотомии лояльностей писал и армянский богослов V века Езник Кохбаци: по его мнению, каждый был либо слугой царя царей, либо римского императора. По мнению современных историков, опасения Шапура имели основания, поскольку в 337 году Константин был готов начать войну против Персии для освобождения христиан. Возможно также, что формирование структуры зороастрийского духовенства и фиксирование зороастрийской «ортодоксии» также стало реакцией на изменение религиозной политики на Западе. С другой стороны, в 324 году возможность начала войны ещё не просматривалась, и только начавшаяся после смерти в 330 году армянского царя Трдата III борьба за власть сделала её неизбежной. Смерть Константина в мае 337 года не прекратила приготовления к войне, начавшейся в том же или следующем году. Иранский историк Турадж Дарьяи добавляет к перечню причин преследования христиан универсальный характер западной религии и её прозелитизм.
Важнейшими источниками для гонения на христиан при Шапуре II являются произведения сирийского писателя Афраата (ум. 345) и житие епископа Шимуна I бар Саббая. В конце 440-х годов свою версию записал Созомен. По его версии, причиной гонений стали происки находившейся под влиянием иудеев жены шаха. Общий результат событий в целом известен, хотя их порядок и абсолютная хронология, включая дату мученичества Шимуна, являются предметом научной дискуссии. Дополнительные сложности вызывает интерпретация дат, приводимых в источниках по селевкидскому летоисчислению. После неудачной осады Нисибина Шапур II своим фирманом наложил на христиан дополнительные налоги для финансирования войны с Римом. Армянский историк V века Фавстос Бузанд прямо указывает, что целью введения налога было побудить христиан отказаться от своей веры. Затем Шапур приказал убить всех священников, разрушить церкви, конфисковать церковное имущество. Шимун отказался содействовать сбору налога и был арестован как изменник персидского государства и отступник от зороастризма. После того, как Шимун и другие священники отказались предать свои убеждения, они — 128 человек — были казнены. Гибель Шимуна различные исследователи датируют 339, 340, 341 или 344 годом. В следующем году, по новому указу, начались казни всех христиан, но долго они не продлились. Хотя общее число жертв было велико — по оценке Созомен, 16 000 человек — преследование не оказало какого-либо влияния на распространение христианства в стране.
Гонение при Шапуре II стало переломным этапом в отношениях христианской и иудейской общин. Немецкий востоковед Гернот Висснер показал, что рассказ о мученичестве Шимуна существует в двух вариантах, в одном из которых вина за начало гонений возлагается на иудеев, клеветавших на христиан. Противопоставление, не заметное в более ранних произведениях Афраата и явное в поздних, Адам Бекер (Adam H. Becker) из Нью-Йоркского университета объясняет тем, что иудаизированные христиане в момент опасности стали искать спасения в синагогах, и религиозное различие, ранее не принципиальное, потребовало реакции. В дальнейшем Шапур II продолжил усилия по разрушению церковной иерархии и убил некоторых епископов, включая католикосов Шахдоста (342) и Барбашмина (346). После этого титул католикоса оставался вакантным почти 20 лет (346—363). В 363 году по условиям мирного договора Нисибис был передан персам, в результате чего знаменитый богослов Ефрем Сирин в сопровождении ряда учителей покинул Нисибинскую школу и отправился в Эдессу, которая находилась на римской территории. Там, его усилиями, возродилась основанная во времена легендарного Аддая Эдесская школа. Инициированные Шапуром II гонения были прекращены при его внуке Йездегерде I (399—420). Христианские источники сохранили восторженные отзывы о Йездегерде как о «втором Константине», а последствия для христиан Персии проведённого в 410 году собора в Селевкии-Ктесифоне сопоставимы по своему значению с Миланским эдиктом. После 410 года в стране начали появляться церкви и монастыри, ставшие центрами почитания мучеников.
После раздела Великой Армении в 387 году между Византией и Персией, её большая восточная часть вошла в состав Ирана. В связи с важностью положения Армении в государстве Сасанидов, значительные преследования христиан происходили в периоды крупных военных кампаний на Кавказе. Неизвестно, присутствовали ли тут только военно-стратегические соображения, или же Сасаниды не теряли надежды вернуть армян в лоно праведной веры. Гонения при Йездегерде II (438—457) привели к восстанию в 450—451 годах. К тем событиям, либо к событиям более поздней Ваанской войны 482—484 годов, относятся «Мученичество Атомянцев» и «Мученичество Шушаник». Как отмечает Дж. Рассел, нахарары Атом Гнуни и Манахир Рштуни были казнены не за свои убеждения, а за то, что распространяли христианство в Ктесифоне. Историк Скотт Макдонах (Scott McDonough) из университета Уильяма Патерсона обращает внимание, что продолжающаяся христианизация военной аристократии Армении, чья конница вносила весомый вклад в войско Сасанидов, представляла существенную угрозу для сасанидской монархии, предполагавшей прямую связь между поклонением Ахурамазде и победами Ирана. В освободительной борьбе значительной была роль Армянской церкви. Вооружённая борьба 482—484 годов привела к прекращению религиозных преследований армян со стороны персов и к провозглашению свободы вероисповедания в персидской Армении.

## Церковные структуры

### Внутреннее устройство церкви до 410 года
Сведений о церковной организации в Персии до середины IV века практически не сохранилось. Вероятно, какая-то епископальная структура была на Востоке ещё при Шапуре I, но о ней ничего не известно. Диоцезы были разобщены, а границы между ними ещё не были определены. Епархии были организованы в митрополии под властью митрополичьего епископа. Должность митрополита имела дополнительные обязанности и полномочия при избрании епископов. Примерно в 315 году епископ Селевкии-Ктесифона Мар Папа бар Аггай (310—329) заявил о первенстве своего престола над другими епископатами Месопотамии и Персии. Опираясь на поддержку Сады, епископа Эдессы, Папа принял титул католикоса Востока. Таким образом, при условии истинности свидетельства источников, патриархат на Востоке возник до Никейского собора, когда впервые был признан авторитет кафедр Рима, Александрии и Антиохии. В перечне участников Никейского собора 325 года присутствуют два епископа из Адиабены, Иоанн Арбельский и Иаков Низибийский. В Армении церковная иерархия начала складываться рано, высшие посты нередко занимали представители парфянской старой знати. Сам Григорий Просветитель был выходцем из семьи нахараров. Его сын Аристакес представлял Армянскую церковь на Никейском соборе. В 360-х годах нахарары Меружан Арцруни и Ваган Мамиконян при поддержке персидской армии предприняли попытку возвращения Армении к зороастризму. В дальнейшем было ещё две такие попытки, в 451 и 571 годах.
Существуют различные точки зрения на то, была ли изначально Церковь Востока независима. Согласно одной из них, католикосы Селевкии были абсолютно независимы, согласно другим, они подчинялись либо епископам Антиохии, либо Эдессы. Традиционная западная историография датировала основание Церкви Востока Эфесским собором 431 года вследствие «несторианского раскола». Восточная, напротив, утверждает, что к 431 году Церковь Востока уже давно существовала как отдельная организация, и что имя Нестория к VII веку не упоминается ни в одном акте церковных соборов. Формально автокефалия была провозглашена собором в Селевкии-Ктесифоне 410 года. Его канонами было установлено, чтобы каждый город с прилегающей областью управлялся одним епископом, рукополагаемым тремя другими епископами. Также устанавливались единые церковные праздники и признавались правила Никейского собора 325 года. Последние адаптировались к ситуации Церкви Востока. Тот факт, что собор 410 года был проведён при сопредседательстве западного епископа Маруфы, указывает на единство Церкви Востока того времени с церковью Запада. Маруфа убедил шаха Йездегерда I признать епископа Селевкии-Ктесифона главой христиан своей империи, включив тем самым христианскую церковь в политическую систему. Принципы церковной организации были уточнены в 544 году патриархом Абой I. Было установлено, что для выборов католикоса-патриарха должны собраться четыре митрополита патриаршей провинции, каждый в сопровождении трёх епископов. При Ишоябе I иерархия Церкви Востока получила богословское истолкование, уподобившись небесам, с символизирующим апостолов Петра и Павла патриархом во главе.
Никаких документов относительно избрания епископов ранее 410 года не сохранилось. Для более позднего периода можно использовать данные «Восточного синодика», составленного при патриархе Тимофее I и пересмотренного при архиепископе Илие Нисибисском (ум. 1049). Согласно древнейшему свидетельству в «Синодике», на соборе в Селевкии-Ктесифоне в 410 году был принят канон, по которому все иерархи Церкви Востока должны были подчиняться епископу Селевкии-Ктесифона, который в актах собора упоминался как Большой или Великий митрополит, и которого вскоре после этого стали называть католикосом Востока. Позже использовался титул католикос-патриарх. В отличие от Римской империи, границы церковных провинций Церкви Востока не всегда совпадали с административными границами государства Сасанидов. Достоверной информации о структуре церковной организации в ранний период не сохранилось. Данные, собранные в XVIII веке Иосифом Ассемани и Мишелем Лекьеном, сложно интерпретировать из-за разнобоя в географических наименованиях. Более поздние авторы списков диоцезов (J. Wiltsch, Карл Захау, Бересфорд Кидд) не имеют общей позиции даже относительно числа митрополий. На протяжении большей части своей истории Церковь имела около шести внутренних митрополий. На соборе 410 года они были перечислены в иерархическом порядке: столичная митрополия с центром в Селевкии-Ктесифонн (центральный Ирак), Бет Хузайе с центром в Бет-Лапате (западный Иран), Нисибис (на границе между Турцией и Ираком с центром в одноимённом городе), Майшан (Басра, южный Ирак), митрополия Адиабены с центром в Арбеле (Эрбиль, северный Ирак), и Бет Гармай в одноимённом регионе с центром в Киркуке, северо-восток Ирака. Указанные митрополии не охватывали всю населённую христианами территорию государства Сасанидов. Собственные епископы были у жителей различных удалённых регионов Парса и «островов» (Бет Катрайе). Влиятельная христианская община со своим епископом в Мерве была уже в первой половине V века. Кроме того, росло количество внешних митрополий, расположенных за пределами Сасанидской империи. В 554 году епископ Кашкара получил особый статус и полномочия организовывать избрание нового патриарха.

### Государство и церковь в V—VI веках
Собор 410 года утвердил положение церкви как официальной структуры. Светской власти было важно обеспечить контроль над постоянно растущим числом христианских подданных, тогда как католикос мог теперь прибегнуть к методам государственного принуждения в своей борьбе с церковной оппозицией. Сложившееся равновесие не было устойчивым и не гарантировало христианам полную свободу вероисповедания. Йездегерд I, в свою очередь, прибегал к помощи католикосов для решения внутриполитических проблем и поддержания дипломатических контактов с Римской империей. Возобновление гонений в конце царствования Йездегерда I и начале царствования Бахрама V (421—439) связывают с недовольством зороастрийских элит, централизацией государственных институтов и возобновлением войны с Римом. Непосредственным поводом житие епископа Авдия называет религиозное рвение христиан, начавших разрушать зороастрийские храмы. Неспособность Йездегерда справиться с радикальными представителями христиан привела к его гибели и смуте в Церкви Востока. В начале патриаршества Мар Дадишо I (421—456) был созван представительный собор в Маркабте Арабской, который подтвердил главенство епископа Селевкии-Ктесифона и отменил право апелляции к западной церкви. Заявление собора о независимости католикоса от «западных Отцов» следует, видимо, понимать в контексте внутренних проблем Церкви, так как провозглашение автокефалии в 410 году никем не оспаривалось. Между тем в Римской империи противостояние александрийской и антиохийской богословских школ, кульминацией которого стал несторианский раскол, привело к переселению многих сторонников Нестория в Сасанидскую империю. Антиохийское богословие, выражаемое в трудах Феодора Мопсуестийского и Ивы Эдесского, было отвергнуто церковью Запада, но по-прежнему главенствовало на Востоке. В течение следующих десятилетий в богословии церкви появлялось всё больше «несторианских» элементов, углубляя разделение между римской церковью и церковью Востока. В 484 году митрополит Нисибина, Бар Саума, созвал Бет-Лапатский собор, на котором был разрешён брак епископам, низложен противник Бар Саумы католикос Бабуй (457—484) и было принято учение наставника Нестория Феодора Мопсуестийского в качестве вероучения Церкви Востока. Собор 484 года, однако, не был признан церковью, и уже в следующем году его решения были отменены. Единство церкви было восстановлено на соборе 486 года в Селевкии-Ктесифоне. На нём же был принят древнейший сохранившийся символ веры, имевший явную диофизитскую направленность. В 489 году, когда персидская школа в Эдессе была закрыта византийским императором Зеноном за её «несторианский» характер, она переехала в Нисибин, превратившись опять в Нисибинскую школу, что привело к бегству несториан в Сасанидскую империю. Окончательный поворот к несторианству связывают с правлением патриарха-католикоса Мар Бабая (497—502). При нём было проведено нескольких соборов, закрепивших принятие церковью несторианства. Бар Саума использовал свои хорошие отношения с шахом Перозом (461—484) для организации преследований монофизитов в своей епархии.
Мало известно о положении христиан на рубеже V и VI веков, при шахах Балаше и Каваде I. С 521 года до 539 года длился первый в истории Церкви Востока раскол, вызванный спорами о наследовании патриаршего престола. В то же время, укрепив свои структуры в Нисибине, Ктесифоне и Гондишапуре, Церковь Востока начала распространяться за пределы Сасанидской империи. Очередной византийско-персидский конфликт (540—545) привёл к новым преследованиям церкви при Хосрове I. Христиан подозревали в причастности к мятежу царевича Аношазада, но католикос Аба I (540—552) смог доказать непричастность своих единоверцев. Под его энергичным руководством церковь успешно пережила испытания и укрепила свои структуры. Тогда же в государстве Сасанидов началось распространение монофизитской Сиро-яковитской церкви, которое связывают с деятельностью Иакова Барадея, ставшего титулярным епископом Эдессы в 542 году. В 559 году он рукоположил с титулом «митрополит Востока» первого главу иранских дохалкидонитов Ахудеммеха, кафедра которого находилась в Тикрите. Другим важным центром персидских монофизитов был монастырь Мар-Маттай. В межцерковной борьбе активно участвовали армянские иерархи. В период патриаршества католикоса Бабкена I (490—516) армянские епископы встали на сторону сиро-яковитов в их борьбе с Церковью Востока.
Хотя законом 562 года свобода христианского вероисповедания была обусловлена отказом от прозелитизма, к середине столетия каноническая территория Церкви Востока включала «все страны на восток и те, что расположены непосредственно к западу от Евфрата», включая Аравийский полуостров, Сокотру, Месопотамию, Мидию, Бактрию, Гирканию и Индию. Проведённые в 1930-х годах к югу от Багдада раскопки выявили остатки церкви конца VI века и керамику с надписями на сирийском языке.

### Межцерковные конфликты начала VII века
Иранская община Сиро-яковитской церкви достигла расцвета в начале VII века благодаря поддержке жены шаха Хосрова II (591—628) Ширин и придворного врача Гавриила Сингарского, которые принадлежали к яковитской церкви. Согласно хронисту XII века Михаилу Сирийцу, Хосров II был сторонником монофизитов, однако византиец Феофан Исповедник утверждал, что шах продолжил поддерживать несториан. В 596 году по инициативе шаха Хосрова II патриархом был избран монах Сабришо (596—604). Беспрецедентные почести, с которыми Хосров приветствовал новоизбранного главу церкви, укрепили положение Церкви Востока как законной религиозной институции в государстве Сасанидов. Сабришо, в свою очередь, признал мирскую власть зороастрийского правителя. Несторианские католикосы сопровождали персидские военные экспедиции на территорию византийской Месопотамии в 537 и 603 годах. В ходе византийско-персидской войны (602—628) иранские войска заняли территории, на которых большинство населения составляли нехалкидониты. В соответствии с данными армянского историка Себеоса, в ходе церковного собора в Ктесифоне (около 616 года), в котором приняли участие представители Церкви Востока, Сирийской яковитской церкви и халкидониты, Хосров II постановил признать миафизитское учение обязательным для всех христиан Ирана. По мнению российского исследователя Е. А. Заболотного, в действительности на Соборе лишь было объявлено, что яковитской Церкви будет оказано покровительство наряду с Церковью Востока. После смерти в 609 году патриарха Григория Хосров не разрешил избрать нового главу церкви. В период вакантности патриаршего престола (609—628) Церковь Востока фактически возглавлял богослов Бабай Великий, который провёл ряд мер по укреплению и восстановлению положения Церкви в Персии. Канадский историк Джефри Гретрекс предполагает, что действия Хосрова II были направлены на поддержание равновесия между несторианами и монофизитами. Хотя первые лишились на долгое время лидера, вторые проиграли в споре за контроль над монастырями Месопотамии.
Влияние яковитов в Иране восстановилось к 627—628 годах, когда Северную Месопотамию заняли византийские войска Ираклия I, который проводил политику сближения с нехалкидонитами. Окончательно монофизитская иерархия в Иране сложилась при Маруфе Тикритском (629—649), принявшего титул мафриана. При нём же началось арабское завоевание Персии. Последний шах из династии Сасанидов Йездегерд III был убит в 651 году; по сведениям арабского учёного ас-Саалиби, его погребение организовал христианский епископ.

## Христиане Персии
Считается, что христиане в социальном и политическом отношении образовывали изолированные сообщества, основной целью которых было поддержание своей отдельной от зороастрийцев идентичности. По предположению немецкого востоковеда Эдуарда Захау, на основе сирийского канонического права церковные власти обладали формальной правовой автономией. Дискуссионным является вопрос о степени интеграции кавказских народов в политические структуры Ирана. Распространённый взгляд о существенности этнического и религиозного антагонизма персидских властей и населения Армении, Иберии и Кавказской Албании подвергла ревизии Нина Гарсоян. Различные правовые нюансы, связанные со статусом «неверных» (agdēn), в том числе христиан, приводятся в «Сасанидском судебнике» («Книге тысячи судебных решений»). Межконфессиональные браки, о которых нередко сообщают христианские и иудейские источники, являлись с точки зрения зороастризма смертным грехом (margarzan). Во-первых, рождение потомства зороастрийца от незороастрийской женщины приводило к увеличению числа незороастрийцев в мире, то есть, увеличивало количество зла в мире. Во-вторых, от незороастрийских женщин нельзя было ожидать требуемой половой гигиены. В памятнике ранней грузинской агиографии, «Мученичестве Евстафия Мцхетели», рассказывается об осуждённом и казнённом сыне зороастрийского жреца, перешедшем в христианство и женившимся на христианке. Известны примеры перехода из христианство в зороастризм, как правило, из карьерных соображений. В последние столетия существования сасанидской монархии врачи-христиане, выступавшие также в качестве астрологов, занимали высокое положение при дворе. Свидетельством того, что христианские иерархи были встроены в систему государственного управления начиная с IV века, считается рассказ об участии Шимуна I бар Саббая в сборе налогов, а также ряд других сюжетов, в которых епископы выполняли ответственные поручения шахов.
Церковь Востока имела, как и другие церкви, посвящённое духовенство в трёх традиционных степенях: епископов, священников (или пресвитеров) и диаконов. Относительно безбрачия позиция церкви неоднократно менялась. В ранней церкви оно существовало, затем на Бет-Лапатском соборе (484) было отменено, в следующем году восстановлено, а затем в 486 году вновь отменено. Датский иранист Йес Асмуссен видит здесь противостояние близкого по духу иранскому населению страны несторианства и более склонного к аскетизму монофизитства. Католикосы Мар Бабай и его преемник Мар Шила (503—523) были женаты, и их желание передать патриарший престол по наследству привело к длившемуся несколько десятилетий расколу. Более того, Бабай позволил не только жениться епископам и священникам, но и разрешил вступление в повторный брак в случае смерти жены. Безбрачие епископата было восстановлено в VI веке при патриархах Абе I и Иосифе. Повторно целибат епископата и монашества был подтверждён Тимофеем I, при этом священники и диаконы могли вступать в брак и после рукоположения.
Первые упоминания об отшельниках встречаются у Афраата и Ефрема Сирина, а термины «монастырь» и «настоятель» появляются в конце IV века. В первых общинах занимались молитвой, милостыней и приветствовалось целомудрие. Французский историк Жан Морис Фие классифицирует раннее монашество Церкви Востока на четыре группы: первая — монастыри в Римской Сирии, вторая — монастыри, основанные учениками Мар Авгена, прибывшими из Египта, третья — святилища, мученические места, гробницы и четвёртая — «древние» монастыри Нардоса, Зараджа и др. В V веке, возможно под влиянием персидского зороастризма, митрополит Бар Саума начал кампанию против аскетических традиций. При Ишоябе I и Сабришо I монашество было полностью интегрировано в церковь. В VII веке настоятель Великого монастыря на горе Изла и основатель монастыря в Бет-Забдайе Бабай Великий возглавил движение восстановления аскетических традиций в монастырях, что привело к новому направлению развития монашеской жизни. В восточной Грузии монашество в форме воскизма в VI веке популяризовали Тринадцать сирийских отцов.